# Asayesh
Asayesh, Asayiş of Asayish (Koerdisch voor veiligheid) is een Koerdische organisatie, opgericht in september 1993. Ze heeft banden met de Koerdische Democratische Partij. Asayesh wordt gefinancierd door de CIA en volgt orders op van de Koerdische Autonome Regio.